# Robert Walter Schery
Robert Walter Schery ( * 1917 - 1987 ) fue un botánico y agrostólogo estadounidense. Fue investigador asistente, del Missouri Botanical Garden; instructor de Botánica en la "Escuela de Botánica Henry Shaw" de la Washington University.

## Algunas publicaciones
- 1942. Monograph of Malvaviscus. Annals of the Missouri Botanical Garden 29 (3 ): 183-244

### Libros
- Janick, J; VW Ruttan, RW Schery, FW Woods. 1969.  Plant science: an introduction to world crops.
- Schery, RW. 1962.  Selecting lawn grasses. Ed. T.F.H. Publications. 32 pp.
- 1961.  The lawn book. Ed. Macmillan (N.Y.) 207 pp.
- 1954.  Plants for man. Ed. Prentice-Hall, New York. 565 pp.

- La abreviatura «Schery» se emplea para indicar a Robert Walter Schery como autoridad en la descripción y clasificación científica de los vegetales.[1]

- «Robert Walter Schery». Índice Internacional de Nombres de las Plantas (IPNI). Real Jardín Botánico de Kew, Herbario de la Universidad de Harvard y Herbario nacional Australiano (eds.).
- Wikispecies tiene un artículo sobre Robert Walter Schery.

- Datos: Q6109545
- Especies: Robert Walter Schery

1. ↑  Todos los géneros y especies descritos por este autor en IPNI.